# Milbertshofen (métro de Munich)
Milbertshofen (en allemand : U-Bahnhof Milbertshofen) est une station de la ligne U2 du métro de Munich. Elle est située sous la Knorrstraße au carrefour avec la Keferloherstraße, dans le sud-est du secteur de Milbertshofen-Am Hart, à Munich en Allemagne.
Mise en service en 1993, elle est desservie par les rames de la ligne U2.

## Situation sur le réseau

Plan du métro (2020).

Établie en souterrain, Milbertshofen est une station de passage de la ligne U2 du métro de Munich. Elle est située entre la station Frankfurter Ring, en direction du terminus nord Feldmoching, et la station Scheidplatz, en direction du terminus est Messestadt Ost,.
Elle dispose d'un quai central encadré par les deux voies de la ligne U2,.